# Аринбасарова, Наталия Утевлевна
Ната́лия Уте́влевна Аринбаса́рова (каз. Наталия Өтеуліқызы Орынбасарова; род. 24 сентября 1946, Москва, СССР) — советская и российская актриса; заслуженная артистка РСФСР (1979), заслуженная артистка Казахстана (1997), лауреат премии Ленинского комсомола (1978) и Государственной премии СССР (1980), обладательница Кубка Вольпи — высшей индивидуальной награды Венецианского кинофестиваля (1966).

## Биография
Родилась 24 сентября 1946 года в Москве, где познакомились её родители. Отец — казах Утевле Туремуратович, мать — полька Мария Константиновна Конецпольская. Кроме неё, в семье было четверо детей — Юрий, Арсен, Татьяна и Михаил. Отец в то время учился в Военной академии им. Фрунзе. В детстве, во время службы отца в Туркменистане, увидела фильм «Лебединое озеро» и решила стать балериной.
В 1956 году семья вернулась в Казахстан. В Алма-Ате Аринбасарова поступила в хореографическую школу, оттуда была направлена в Академическое хореографическое училище при Большом театре, которое окончила в 1964 году.
В том же году была приглашена сниматься в главной роли в фильме Андрея Михалкова-Кончаловского по роману Чингиза Айтматова «Первый учитель». За эту роль получила приз Венецианского кинофестиваля «Золотой кубок Вольпи» 1966 года за лучшую женскую роль, обойдя Джейн Фонду с фильмом Роже Вадима «Добыча». Тогда же вышла замуж за Андрея Кончаловского. Брак, в котором родился сын Егор Кончаловский, продлился 5 лет.
Поступила во ВГИК, училась в мастерской Сергея Герасимова и Тамары Макаровой и окончила его в 1971 году. Брак распался в 1969 году — Кончаловский хотел уехать за границу и женился на иностранке Вивиан Годе.
С 1971 года состоит в труппе Театра-студии киноактёра (ныне — Мастерская «12» Никиты Михалкова).
В 1999 году диктовала дочери свои мемуары, в итоге вышла книга воспоминаний «Лунные дороги».

### Личная жизнь
Первый брак (1964—1969) — Андрей Михалков-Кончаловский (род. 20 августа 1937), кинорежиссёр, народный артист РСФСР (1980). Сын Егор Кончаловский (настоящее имя Георгий Михалков) (род. 15 января 1966), режиссёр, продюсер.
Второй брак (1970—1980) — Николай Двигубский (1936—2008), художник-постановщик, живописец (работал в фильмах Андрея Кончаловского). Дочь Екатерина Двигубская (род. 1974), кинорежиссёр и писательница. В 1980 году развелась — Двигубский уехал обратно во Францию.
Третий брак (незарегистрированный) (1982—1998) — Эльдор Уразбаев (1940—2012), кинорежиссёр, заслуженный деятель искусств РФ (1998).

## Признание и награды
- 1966 — Золотой кубок Вольпи за лучшую женскую роль (Алтынай в фильме Андрея Михалкова-Кончаловского «Первый учитель») на XXVI Международном кинофестивале в Венеции[5].
- 1970 — Вторая премия за лучшую женскую роль — в фильме «Песнь о Маншук» — на Всесоюзном кинофестивале.
- 1970 — Премия Ленинского комсомола Казахской ССР (фильм «Песнь о Маншук»)[5].
- 1978 — премия Ленинского комсомола — за создание образов современников и высокое исполнительское мастерство[5].
- 1979 — Заслуженная артистка РСФСР[6].
- 1980 — Государственная премия СССР (за женскую роль в фильме «Вкус хлеба», 1979)[5].
- 1994 — МКФ «Звёзды завтрашнего дня» в Женеве (Приз за лучшую женскую роль — в фильме «Слабое сердце»)[5].
- 1997 — Заслуженная артистка Казахстана.
- 2008 — Юбилейная медаль «10 лет Астане»[11].

## Фильмография
- 1965 — Первый учитель — Алтынай

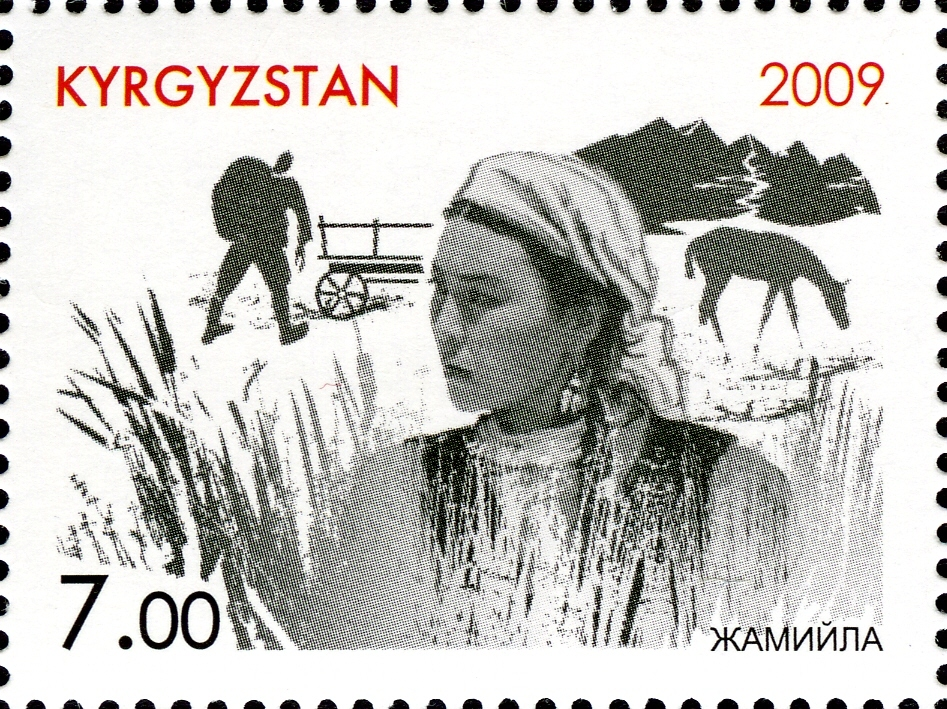
Джамиля на почтовой марке Кыргызстана. 2009 год.

- 1968 — Ташкент — город хлебный — чекистка Сауле
- 1968 — Джамиля — Джамиля
- 1969 — Песнь о Маншук — пулемётчица Маншук Маметова
- 1969 — У озера — бурятка балерина Катя Олзоева
- 1970 — Спокойный день в конце войны — Адалат
- 1971 — Ночь на 14-й параллели — мадам Тань
- 1972 — У старой мельницы — Асем
- 1973 — Там, где горы белые… — Макпал
- 1975 — Выбор — Бибигуль
- 1976 — Встречи на Медео — Айжан
- 1977 — Транссибирский экспресс — Айжан
- 1978 — Улан — Гюльсары
- 1978 — В ночь лунного затмения — Шафак
- 1978 — Дополнительные вопросы — Карагоз Алимбаева
- 1979 — Вкус хлеба — Камшат Сатаева
- 1980 — Серебряный рог Ала-Тау — Гулькан
- 1981 — Провинциальный роман — адвокат
- 1981 — Три дня праздника — Шолпан
- 1984 — Иона, или художник за работой (короткометражка) — жена Ионы
- 1984 — Первая конная — Полина
- 1984 — Первый
- 1984 — Сладкий сок внутри травы — мама
- 1985 — Корабль пришельцев — жена Мангулова
- 1986 — Секунда на подвиг — медсестра Наташа
- 1987 — Амуланга — мать Нарана
- 1987 — Визит к Минотавру — музыковед Марина
- 1988 — Вход в лабиринт — Рашида Аббасовна Рамазанова
- 1990 — Нет чужой земли — Дижит
- 1990 — Русская рулетка
- 1990 — Система «Ниппель» — «милая»
- 1991 — Семьянин — Фара
- 1992 — Прекрасная незнакомка / Piękna nieznajoma (Польша/Россия) — мисс Сузуки
- 1993 — Трам-тарарам, или Бухты-барахты — Аниса Садыкова, учительница музыки
- 1995 — За что? / Za co? — жена коменданта
- 1997 — Наташа / Natasa — бабушка
- 2001 — 2003 — Саранча / Sarancha — Жанна, психолог из Москвы
- 2002 — Молитва Лейлы / Molitva Leyly
- 2003 — Антикиллер 2: Антитеррор — Климова, официантка
- 2005 — Побег — директор детского дома
- 2006 — Сделка — Надежда
- 2007 — Маршрут — Псухогуаше — хозяйка рек
- 2007 — Одна любовь души моей — шаманка
- 2008 — Мустафа Шокай / Mustafa Shokay — мать Мустафы Шокая
- 2008 — Наследство — повариха в доме Прохоровых
- 2009 — Правосудие волков — тётя Кульпан
- 2010 — Возвращение в «А» — бабушка Марата
- 2010 — Нежданная любовь / Pozdnyaya lyubov — Жиде
- 2010 — Всё ради тебя — гадалка
- 2010 — Мелодия любви — соседка Демидовых
- 2010 — Рай для мамы
- 2010 — Москва, я люблю тебя! — камео (новелла «В центре ГУМа у фонтана»)
- 2011 — Небо моего детства — Альжан, мать Нурсултана Назарбаева
- 2011 — Сердце моё — Астана — бабушка Айки
- 2012 — Твой мир
- 2013 — До смерти красива — Краснова
- 2013 — Путь лидера — Альжан, мать Нурсултана Назарбаева
- 2014 — Разрывая замкнутый круг / Tyghyryqtan zhol tapqan — Альжан, мать Нурсултана Назарбаева
- 2014 — Врачиха — Софья Игоревна
- 2014 — Сон как жизнь — Раушания Агабовна
- 2018 — А. Л. Ж. И. Р. — Байлам